# Йосиф Ліхтен
Йосиф Ліхтен (нар. 1905, Варшава — пом. 14.12.1987, Рим) — єврейський громадський діч, прихильник українсько-єврейського зближення. Дійсний член УВАН.

## Життєпис
Здобув вищу юридичну освіту і докторат права у Варшаві (1930-і роки). 
З 1940 - на еміграції у США, де отримав почесний докторат в університеті Св. Франціска в Нью-Йорку.
Довголітній (протягом 30 років керівник відділу культури у старій єврейській організації Антидефамаційна ліга у США. Був представником цієї організації у Ватикані. Професор Північно-Американської Колегії у Римі.
У Нью-Йорку був головою українсько-єврейської секції УВАН.  Разом з Євгеном Стаховим був організатором трьох українсько-єврейських симпозиумів у Нью-Йорку.

## Творчий доробок
Автор низки статей на українсько-єврейські теми. Доповідач, член Українсько-Єврейського Товариства в США.